# ناامیدی من در روسیه
ناامیدی من در روسیه کتابی از اما گلدمن است که در سال ۱۹۲۳ توسط انتشارات دابل‌دی، پیج اند کو منتشر شد. این کتاب به وقایع ۱۹۲۱ و انقلاب روسیه در سال ۱۹۱۷ می‌پردازد و در اوج آن به شورش کرونشتات پرداخته شده. گلدمن که مدت‌ها نگران تحولات مرتبط با بلشویکها بود، دربارهٔ شورش کرونشتات می‌گوید: «این واپسین چرخش بود. من دولت بلشویکی را دیدم که مهیب بود و همه تلاش‌های سازنده انقلابی را خرد می‌کرد، همه چیز را سرکوب می‌کرد، فرو می‌پاشید و متلاشی می‌کرد.»
گلدمن بسیار مأیوس شد، فقط با دریافت اولین نسخه‌های چاپ شده کتاب متوجه شد که (۱) ناشر عنوان را تغییر داده‌است و (۲) دوازده فصل آخر کاملاً مفقود شده‌است، از جمله پس زمینه که گلدمن احساس می‌کرد «حیاتی‌ترین قسمت» کتاب بوده. با توجه به انقلاب اولیه روسیه، کتاب (کامل) با این وجود یک انتقاد قوی و پرشور از جریان چپ انقلاب بلشویکی و همچنین سیاست نوین اقتصادی ولادیمیر لنین است. کتاب کامل همچنین از نظریه مارکسیسم انتقاد می‌کرد و گلدمن آن را «فرمولی سرد، مکانیکی و بردگی» توصیف می‌کرد.
بخش‌های گمشده نسخه اصلی گلدمن پس از مکاتبه با ناشران، تحت جلد دوم و با عنوان ناامیدی بیشتر من در روسیه (که توسط ناشر انتخاب شده بود)، در سال ۱۹۲۴ منتشر شد. در پیشگفتار جلد دوم گلدمن گفت که فقط دو نفر از منتقدان ناقص بودن نسخه اول را در آمریکا احساس کردند، یکی از آنها منتقد منظم نبود، فقط کتابدار بود. نسخه کامل با مقدمه ربکا وست، و همچنین با عنوان ناامیدی من در روسیه، در انگلستان منتشر شد (لندن: CW Daniel Company، 1925). 